# Beornwulf von Mercien

Britannien zu Anfang des 9. Jahrhunderts

Beornwulf († 825) war von 823 bis 825 König des angelsächsischen Königreiches Mercia. Während seiner Herrschaft verlor Mercia seine dominante Rolle unter den Königreichen Englands.

## Leben
Über Beornwulfs Herkunft ist wenig Genaues bekannt. Sein Vater war der mercische Ealdorman Beorhtweald. Beornwulf könnte dieselbe Person sein, die eine Charta König Cenwulfs im Jahre 812 und eine Charta König Ceolwulfs I. im Jahre 823 als Zeuge gezeichnet hat. Auf Grund der Stelle, an der seine Unterschrift in den Dokumenten erscheint, ist aber anzunehmen, dass er in der Herrschaftsordnung des Königreichs nicht zur allerhöchsten Gesellschaftsschicht gehörte.
Beornwulf stürzte 823 seinen Vorgänger Ceolwulf I. Er schloss die schon durch Ceolwulf begonnene Eroberung des walisischen Königreichs Powys erfolgreich ab.
Der Konflikt mit dem Erzbischof von Canterbury Wulfred um die weltliche Kontrolle von Klöstern, die schon unter Cenwulf begonnen hatte, wurde 825 im Konzil von Clovesho beigelegt. Als Folge der Einigung konnte Beornwulf Baldred unter der Oberherrschaft Mercias als König in Königreich Kent einsetzen. Nicht nur Kent befand sich unter der Oberherrschaft Mercias, auch Sussex, Essex, Middlesex, Surrey und East Anglia befanden sich unter der direkten Kontrolle des Herrschers Mercias. Das einzige Königreich südlich des Humbers, das seine Unabhängigkeit bewahren konnte, war Wessex.
825 kam es zur Schlacht zwischen Mercia und Wessex bei Ellandun, aus der die westsächsische Armee unter ihrem König Egbert siegreich hervorging und Beornwulf und seinen Truppen eine verheerende Niederlage beibrachte und in die Flucht schlug. 
Als Folge der verlorenen Schlacht brach das Herrschaftssystem Mercias zusammen. Während der Jahre der politischen und dynastischen Instabilität innerhalb Mercias vor der Regierungsübernahme Beornwulfs waren persönliche Loyalitäten und Gefolgschaften zerbrochen, wodurch der Einsatz von königlicher Macht und die Kontrolle des Regierungsapparats geschwächt worden war. Egbert sandte Truppen unter der Führung seines Sohnes Æthelwulf nach Kent, wo dieser König Balrded vertrieb. Die Bevölkerung Sussex' und Surreys unterwarf sich König Egbert, und auch Essex scheint seine Oberherrschaft akzeptiert zu haben. Nachdem das Königreich der Ostangeln seine Unabhängigkeit zurückerrungen hatte, schloss auch es Frieden mit Wessex. Während der Kämpfe in East Anglia fiel König Beornwulf noch im gleichen Jahr.